# لشکر ۶۶ پیاده (ایالات متحده آمریکا)
لشکر ۶۶ پیاده (انگلیسی: 66th Infantry Division) لشکر پیاده‌نظام نیروی زمینی ایالات متحده آمریکا است، که در سال ۱۹۴۳ تأسیس شد و در سال ۱۹۴۵ منحل گردید.
یکی از واحدهای ارتش ایالات متحده در طول جنگ جهانی دوم بود. این لشکر که در ۱۵ آوریل ۱۹۴۳ فعال شد، در کمپ بلندینگ، فلوریدا آموزش دید و بعداً به کمپ رابینسون، آرکانزاس و سپس به کمپ راکر، آلاباما منتقل شد و در ۲۶ نوامبر ۱۹۴۴ به انگلستان اعزام شد. نقش اصلی لشکر ۶۶ پیاده نظام در جنگ جهانی دوم، به فرماندهی سرلشکر هرمان اف. کرامر، مهار و از بین بردن گروه‌های باقی‌مانده از سربازان آلمانی در شمال فرانسه بود.